# 本荘大曲道路
本荘大曲道路（ほんじょうおおまがりどうろ）は、秋田県由利本荘市と同県大仙市を結ぶ地域高規格道路の路線名である。1994年（平成6年）12月16日計画路線に指定。整備区間のうち、岩谷道路、大曲西道路として一部が暫定2車線にてそれぞれ供用済。

## 事業路線名
- 岩谷道路(大内JCT(北緯39度26分34秒 東経140度04分12秒 / 北緯39.442746度 東経140.070137度) - 大内IC(北緯39度26分39秒 東経140度04分30秒 / 北緯39.444154度 東経140.075040度)
- 大曲西道路(伊岡IC(北緯39度25分43秒 東経140度25分59秒 / 北緯39.428642度 東経140.433117度) - 山根IC(北緯39度25分53秒 東経140度27分07秒 / 北緯39.431476度 東経140.452000度) - 飯田IC(北緯39度26分15秒 東経140度29分07秒 / 北緯39.437399度 東経140.485290度) - 和合IC(北緯39度26分30秒 東経140度30分19秒 / 北緯39.441654度 東経140.505245度))